# Pär Kurlberg
Pär Martin Kurlberg, född 17 maj 1969 i Skerike församling, är en svensk matematiker och professor vid Kungliga Tekniska högskolan i Stockholm.
År 2010 fick han Göran Gustafssonpris i matematik "för sina insatser i gränsområdet mellan dynamiska system och talteori. Speciellt har han framgångsrikt använt sig av talteoretiska metoder för att nå intressanta resultat inom kvantkaos. Dessa tekniker har även lett till nya framsteg inom den klassiska teorin för likformig fördelning i talteorin".